# 薩哈林島黃蓋鰈
薩哈林島黃蓋鰈為輻鰭魚綱鰈形目鰈亞目鰈科的其中一種，為温帶海水魚，分布於西北太平洋俄羅斯遠東地區海域，棲息深度10-360公尺，體長可達36公分，棲息在底層水域，生活習性不明，可做為食用魚。